# Charles Lancelin
Charles Lancelin (4 janvier 1852 à Dreux - 5 janvier 1941 à Paris 6e) est un auteur de théâtre et parapsychologue français. Spirite et disciple du colonel Albert de Rochas d'Aiglun, il étudie en particulier le somnambulisme, l'hypnose, la réincarnation. Il reste un pionnier de l'étude du voyage astral.

## Biographie
Marie Charles Eugène Lancelin nait à Dreux le 4 janvier 1852 au domicile de son grand-père maternel. Il est le fils de Charles Jules Lancelin, notaire, et de Eugénie Estelle Brochard.
Vivement intéressé par le spiritisme alors en plein essor, il devient le disciple du colonel Albert de Rochas d'Aiglun, en particulier sur ses travaux sur la régression (étude des vies antérieures). Il s'appuie sur les travaux de Papus et d'Hippolyte Baraduc pour tenter de photographier l'invisible. Dans son ouvrage Méthode de dédoublement personnel, il explique comment se détacher de son corps physique et développer ses capacités psychiques. Il explique suivre en cela les travaux d'Hector Durville et de son maître Rochas.
Il est décrit comme un « esprit brillant et curieux [... mais aussi] consciencieux et méthodique, il explore toutes les facettes de ces rencontres avec l’au-delà ».
Il meurt le 5 janvier 1941, au 97bis rue Notre-Dame-des-Champs, dans le 6e arrondissement de Paris.

## Œuvres

### Fiction et théâtre
- Dzaëmma, légende lyrique en 4 actes et 5 tableaux, de Ch. Lancelin et G. Courtois (1904)
- Le Cycle de l'amour vrai. Marion, la courtisane, par Charles Lancelin (1892)
- L'Anniversaire, comédie en 1 acte, par Charles Lancelin et Paul Hugounet. [Paris, Vivienne, 30 mai 1890.] (1891)
- Les Cambrioleurs, drame en 5 actes et 7 tableaux, d'après un ouvrage de Moreau, par Émile Max et Charles Lancelin. [Paris, Batignolles, 25 avril 1891.] (1891)
- La Reine des elfes, ballet en 1 acte et 4 parties, par MM. Émile Max et Ch. Lancelin, musique de MM. Raoul Schubert et G. Blaise (1891)
- Le Père Bidard, opérette en 1 acte, par MM. Émile Max et Ch. Lancelin... [Paris, Éden, 1er mars 1890.] (1890)
- Naturalisme ! folie-vaudeville en 1 acte, par Émile Max et Charles Lancelin (1889)
- 1010, opérette en 1 acte de MM. Émile Max et Ch. Lancelin... [Paris, Eden, 1er mars 1890.]

### Occultisme
- L’Humanité Posthume et le Monde Angélique (1903)
- Histoire mythique de Shatan - de la légende au dogme (1903)
- La sorcellerie des campagnes (1911) : lire en ligne
- La Fraude dans la Production des Phénomènes Médiumniques (1912)
- Comment on Meurt, comment on Naît (les deux pôles de la vie) (1912)
- Méthode de Dédoublement Personnel (1912)
- Introduction à quelques Points de l'Occultisme Expérimental (1912)
- L’Au-delà et ses Problèmes - thème magique et clavicules (1914)
- L’Évocation des Morts (1920)
- L’Âme Humaine (études expérimentales de psycho-physiologie par un spiritualiste) (1921)
- Mes Cinq Dernières Vies antérieures ou Méthode de régression de la mémoire dans les vies passées (1922)
- L’Occultisme et la Vie (1928)
- La vie posthume
- Qu’est l’âme ?
- L’occultisme et la science